# Louane (album)
Louane è il secondo album in studio della cantante francese Louane, pubblicato nel 2017. Nel 2018 è stato ristampato l'album con brani aggiuntivi.

## Tracce
1. Non-sens
2. On était beau
3. Sans arrêt
4. Si t'étais là
5. Midi sur novembre
6. No
7. Ecchymoses
8. Immobile
9. Nuit pourpre
10. When We Go Home
11. Pour oublier l'amour
12. Blonde
13. Lego
14. Jour de pluie
15. It Won't Kill Ya (con The Chainsmokers)
16. Midi sur novembre (con Julien Doré)
17. Pour oublier l'amour (La Gaminerie Remix)
18. It's Beginning to Look a Lot Like Christmas
19. Santa Claus Is Coming to Town